# Hermanus
Hermanus (ursprünglich Hermanuspietersfontein) ist ein Ort im Distrikt Overberg der südafrikanischen Provinz Westkap. Er ist Verwaltungssitz der Lokalgemeinde Overstrand und liegt etwa 120 Kilometer südöstlich von Kapstadt an der Atlantikküste.
Hermanuspietersfontein wurde 1855 gegründet und erlangte 1904 den Stadtstatus. Aus diesem Anlass wurde der Name zu Hermanus verkürzt.

## Geographie
Auf einem schmalen Streifen zwischen Bergen und Meer liegen hintereinander mehrere Orte, die zusammen Greater Hermanus bilden: Fisherhaven, Sanddown Bay, Hawston, Vermont, Onrus, Chanteclair, Glen Fruin, Sandbaai, Zwelihle, Mount Pleasant, Westcliff, Hermanus Heights, Eastcliff und Voëlklip.
2011 hatte der Ort 32.769 Einwohner.

## Geschichte
Hermanus ist benannt nach Hermanus Pieters, einem Lehrer aus Caledon, der zu Anfang des 19. Jahrhunderts sein Vieh in den Sommermonaten in kühlere Gebiete an der Küste trieb. Als er eine Quelle am Ort des heutigen Hermanus fand, schlug er dort für einige Monate ein Lager auf. Der Platz wurde bei den Farmern aus Caledon als Hermanuspietersfontein bekannt. Die ersten Siedler ließen sich hier im Jahr 1857 nieder. Gegründet wurde das Dorf offiziell im Jahre 1891, nachdem die Einwohner bereits 1879 eine Selbstverwaltung eingefordert hatten.
Zu Anfang des 20. Jahrhunderts besuchte der General Manager der südafrikanischen Eisenbahngesellschaft, William Hoy, häufiger Hermanus. Angetan von der Abgeschiedenheit des Ortes setzte er durch, dass Hermanus nicht an die Eisenbahn angeschlossen wurde und so von Tagesausflüglern verschont bleiben sollte. Der Bahnhof war allerdings schon errichtet und existiert ohne Gleisanschluss bis heute.
Haupteinnahmequelle war früher der Walfang.

## Sehenswürdigkeiten
Von Hermanus können in den Monaten Juli bis Dezember Südkaper beobachtet werden, die die Bucht Walker Bay in großer Zahl aufsuchen. Am Höhepunkt der Saison, im Oktober, werden regelmäßig etwa 150 Wale vor Hermanus gezählt.
Oberhalb der Stadt liegt das etwa 20 Quadratkilometer große Naturschutzgebiet Fernkloof Nature Reserve. In den 1970er Jahren errichtete die Botanische Gesellschaft von Hermanus ein Informationszentrum, das ein Herbarium, einen Vortragssaal, ein Büro und eine Küche umfasst. Im Herbarium werden etwa 3500 getrocknete Objekte aufbewahrt. Das Wegesystem erreicht nach seinem Ausbau inzwischen 60 Kilometer. Das Areal beherbergt über 1600 Pflanzen- und 111 Vogelarten.
Alljährlich im September findet das Whale Festival statt, zu dem auch der weltweit einzige sogenannte Whale Crier aktiv wird.
Bei Hermanus gibt es den Klippenpfad Cliff Walk. Er führt am Meer entlang durch Fynbosvegetation und Felsformationen, vorbei an kleinen Buchten und Badestränden mit Blick auf Meer und Wale.
Ebenfalls Fynbosvegetation und Ausblicke auf Hermanus bietet der Rotary Drive.

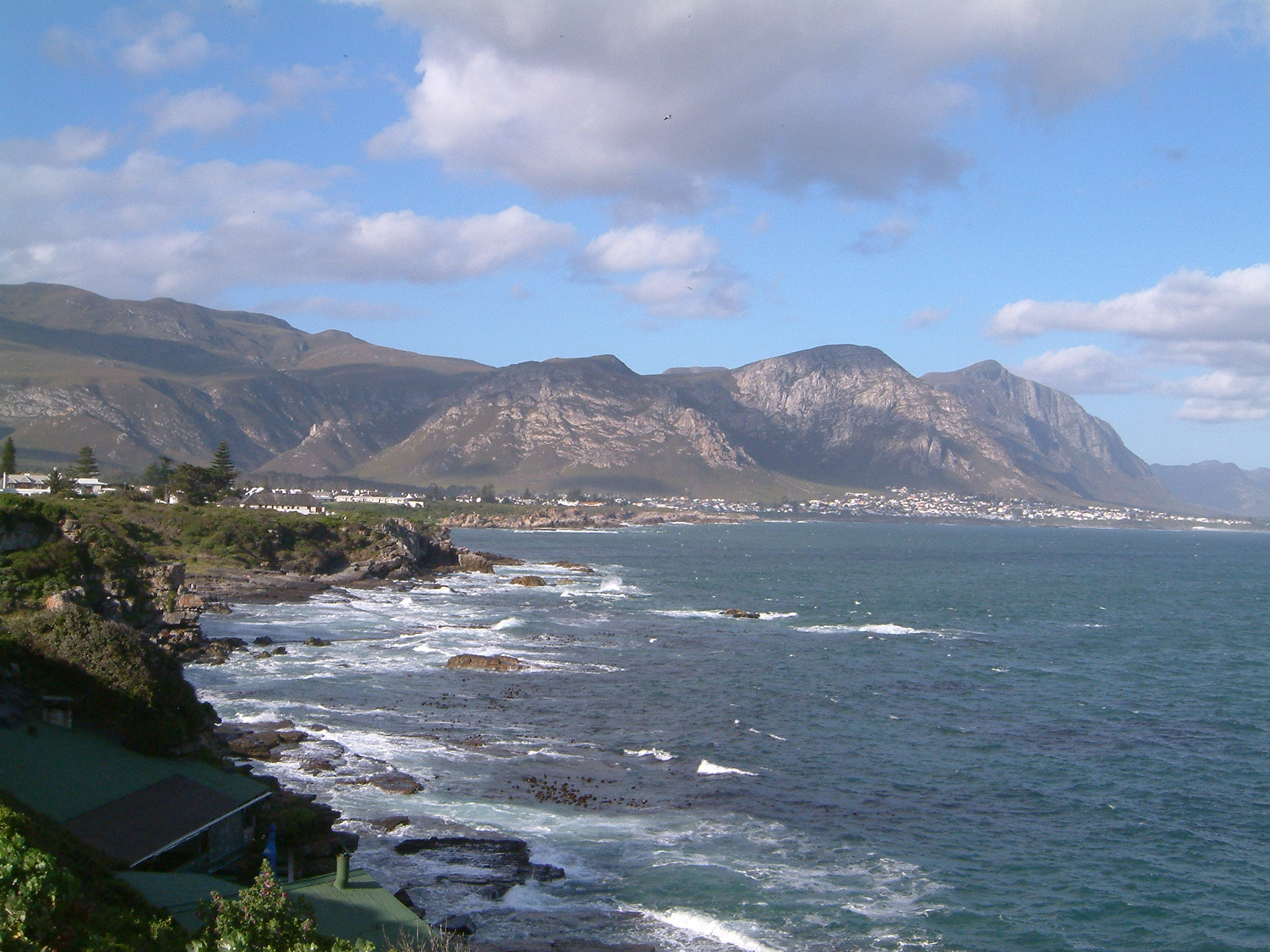
Die Küste bei Hermanus
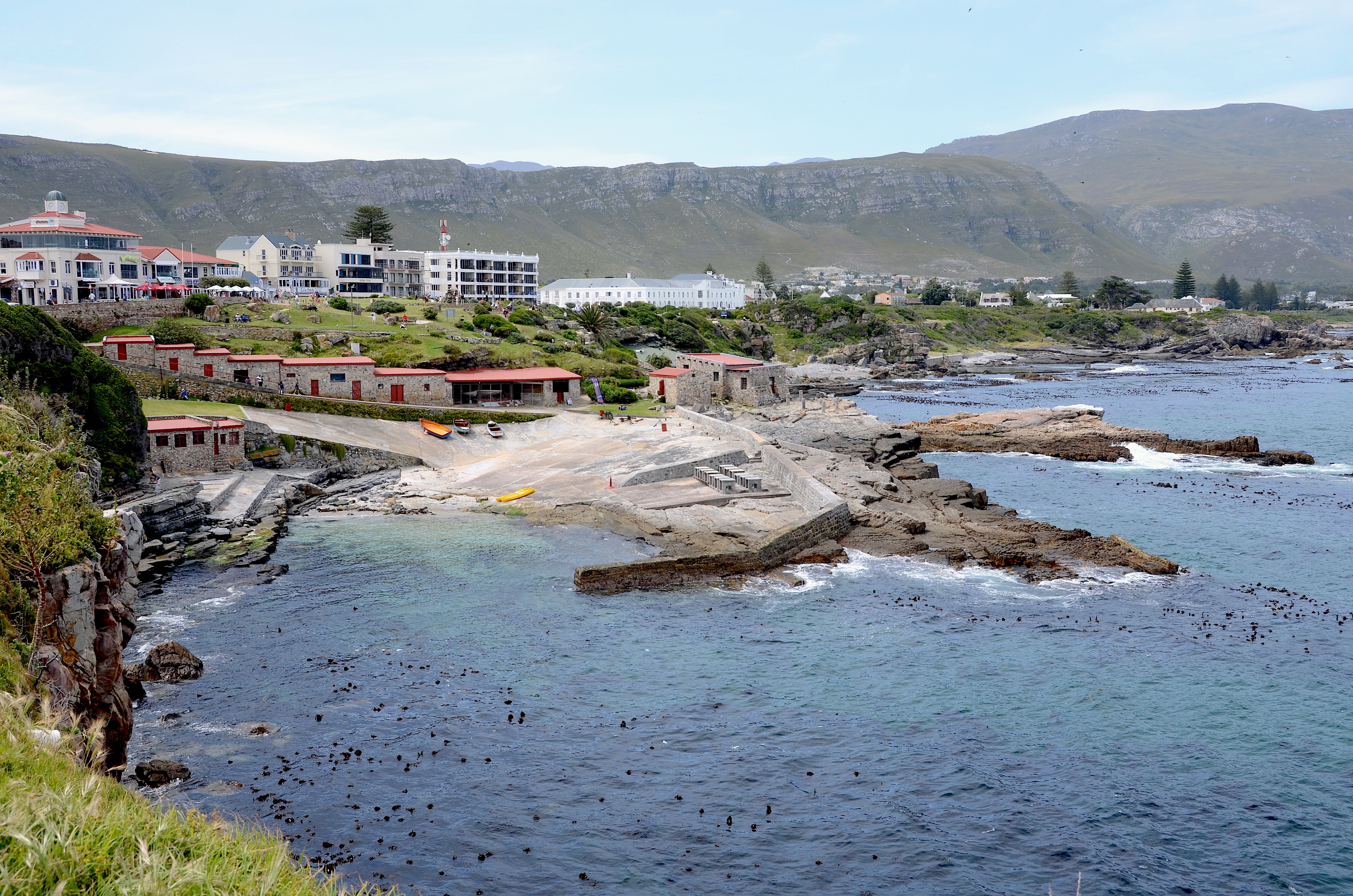
Der alte Hafen von Hermanus
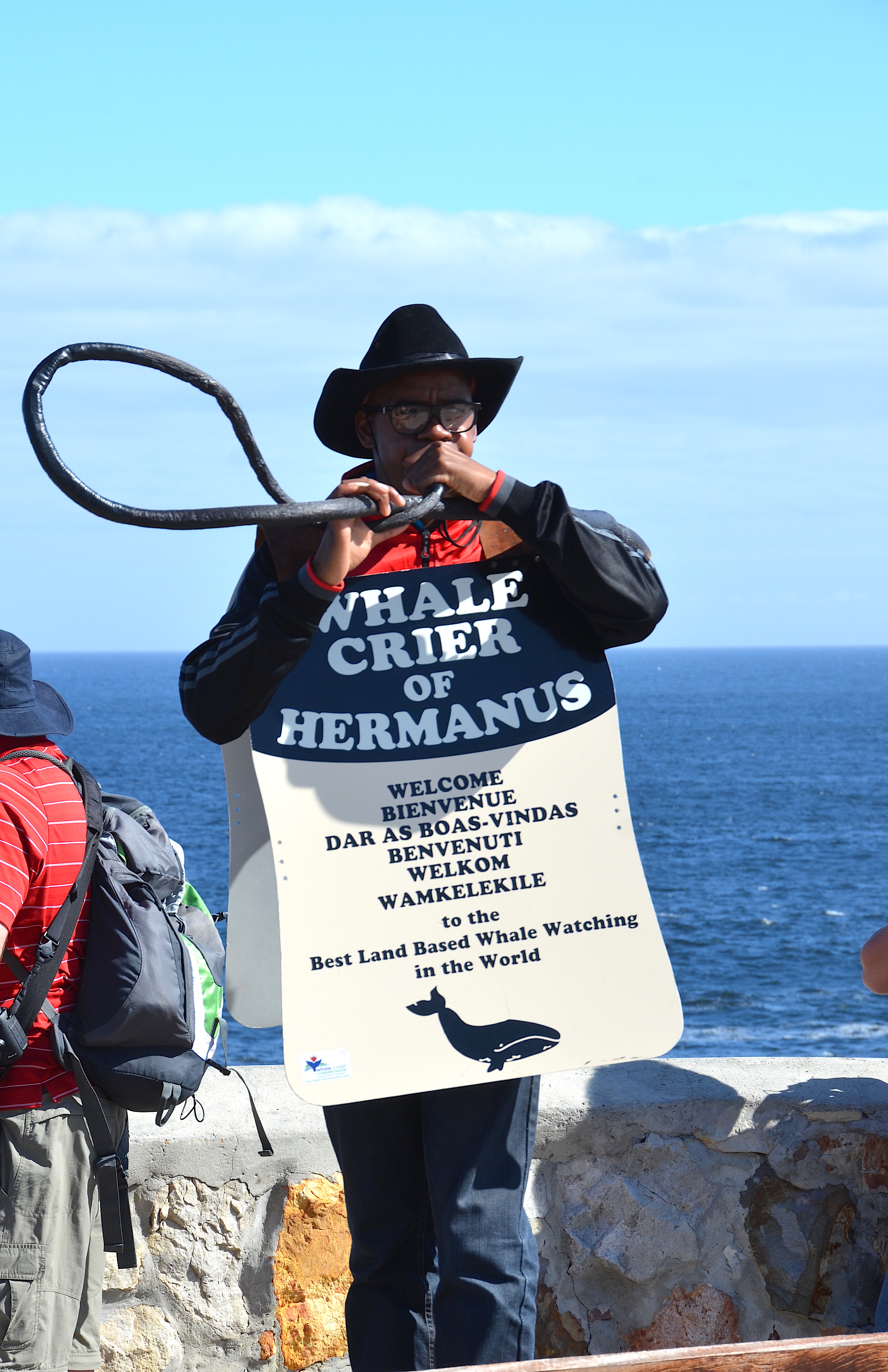
Whale Crier von Hermanus
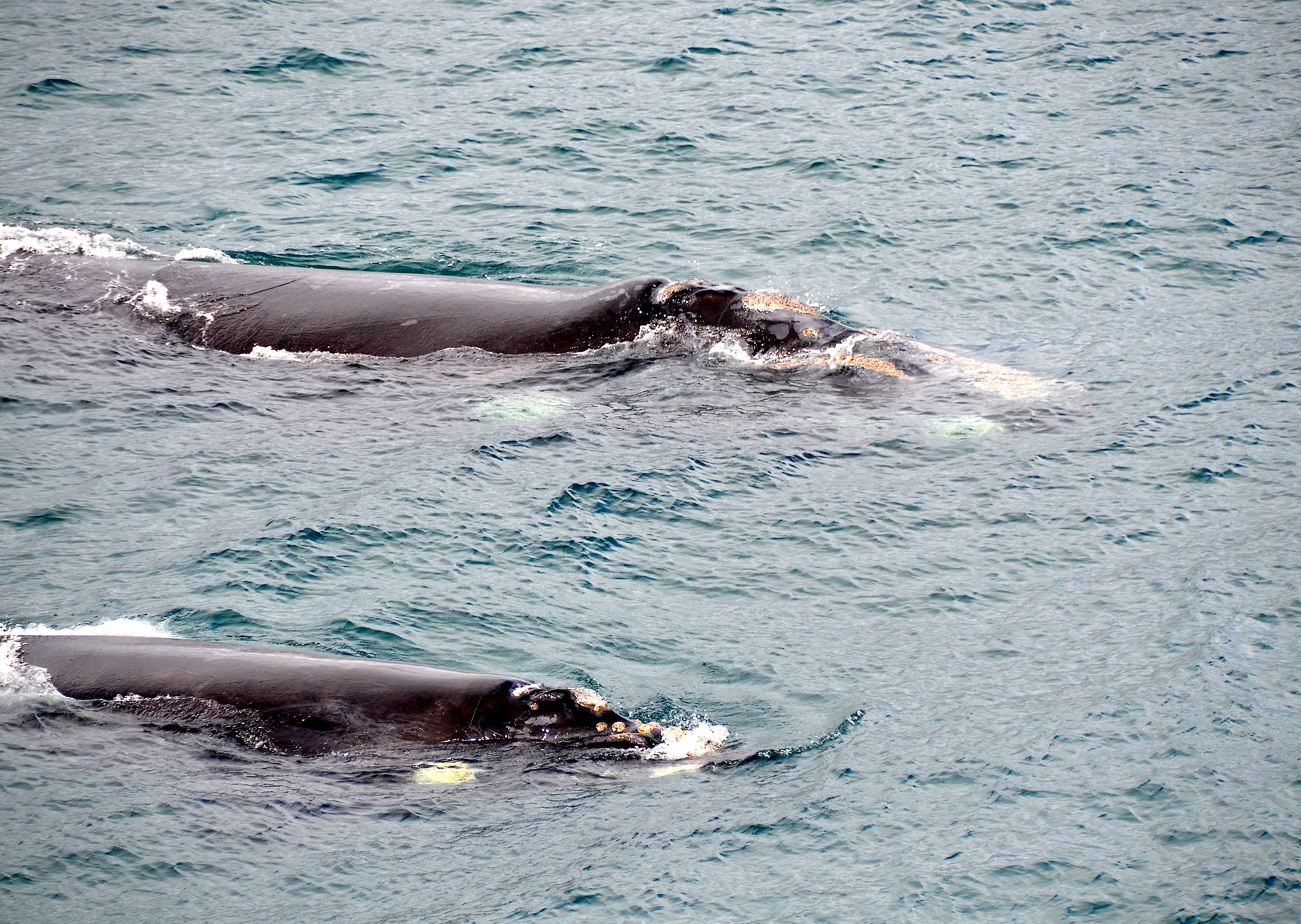
Südliche Glattwale
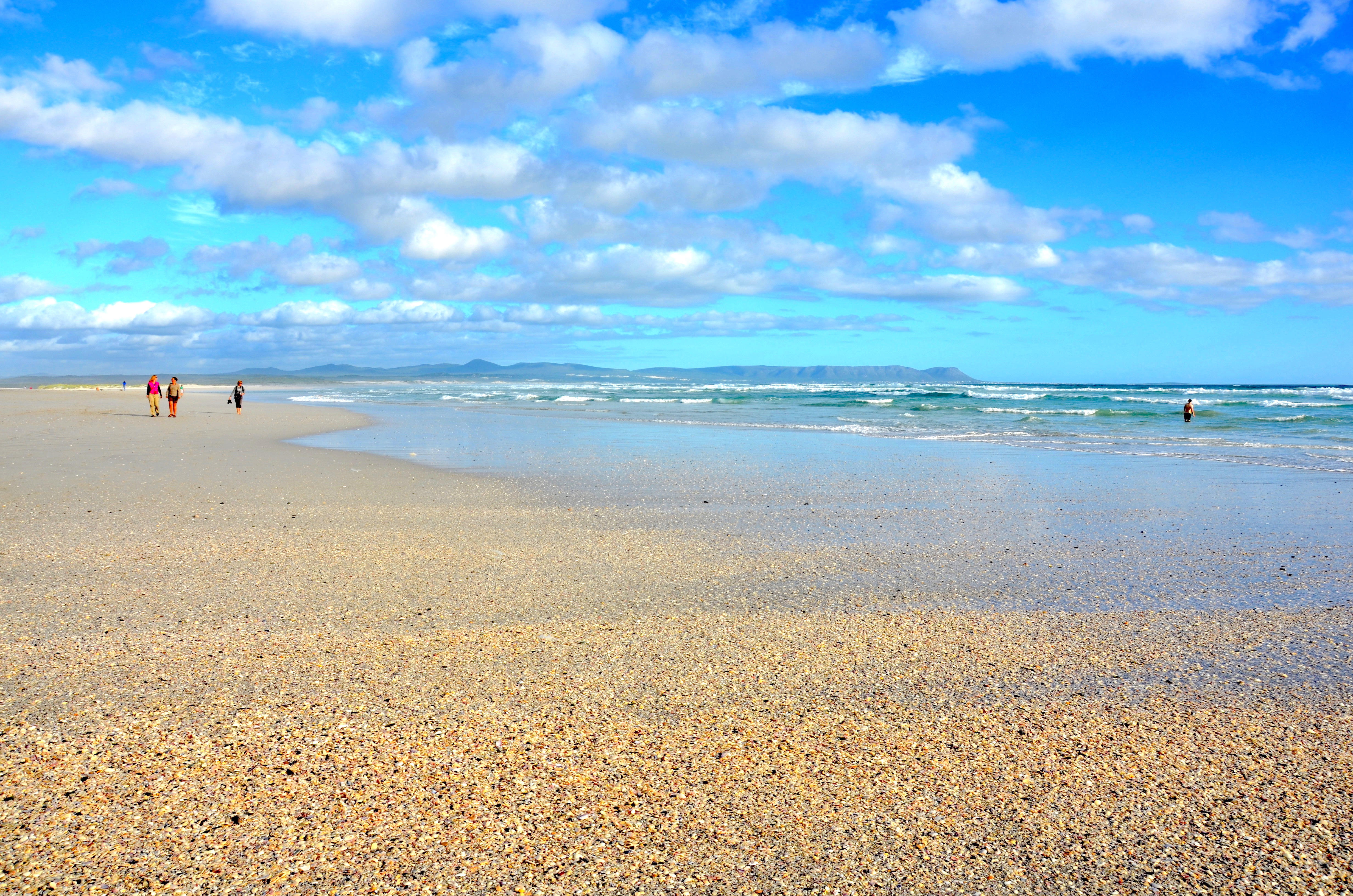
Grotto Beach bei Hermanus

## Strände
Der Grotto Beach ist der größte Strand in Hermanus und mit der Blauen Flagge ausgezeichnet. Weitere touristisch genutzte Strände gibt es in Voëlklip, Onrus, Kammabaai und Langbaai.